# Zașkovîci, Horodok
Zașkovîci (în ucraineană Зашковичі) este un sat în comuna Zavîdovîci din raionul Horodok, regiunea Liov, Ucraina.

## Demografie
Componența lingvistică a localității Zașkovîci
     Ucraineană (99,64%)
     Alte limbi (0,36%)
Conform recensământului din 2001, majoritatea populației localității Zașkovîci era vorbitoare de ucraineană (99,64%), existând în minoritate și vorbitori de alte limbi.